# علاج سمعي لفظي
العلاج السمعي اللفظي عبارة عن طريقة لتعليم الأطفال المصابين بالصمم للاستماع والتحدث باستخدام حاسة السمع المتبقية لديهم، بالإضافة إلى الاستخدام المستمر لأجهزة التكبير مثل سماعات الأذن وأجهزة FM وزراعة القوقعة. ويركز العلاج السمعي اللفظي على الكلام والسمع.
ويُستخدم العلاج السمعي اللفظي في الولايات المتحدة وفقًا لنظرية تشير إلى أنه يتيح للأطفال المصابين بالصمم وضعف السمع بالمشاركة بشكل كامل في المدارس الحكومية وفي مجتمع الأصحاء سمعيًا. ويقترح بحث تم نشره في هذه الخصوص إلى كفاءة هذه الطريقة العلاجية في تمكين الأطفال المصابين بالصمم من تعلم الاستماع والكلام، إلا أن هذا البحث لم يتضمن مجموعات التحكم أو التحكم العشوائي، وبالتالي فإنه لا يمكن استنتاج ما إذا كان العلاج السمعي اللفظي هو السبب وراء التقدم الحادث لدى هؤلاء الأطفال أم لا (Goldberg & Felexer 2001, Rhoades & Chisholm 2001, Hogan et al. 2008).
وفي المملكة المتحدة، يتاح الوصول إلى العلاج السمعي اللفظي حاليًا في مركزين لزراعة القوقعة (برنامج زراعة القوقعة للأطفال، بجامعة مانشستر، وبرنامج زراعة القوقعة للأطفال في برمنجهام، بجامعة أستون) ومن خلال جمعية خيرية مقرها أوكسفورد يطلق عليها اسم جمعية السمع والكلام في المملكة المتحدة (AVUK).
ويتاح العلاج السمعي اللفظي حاليًا في ثلاثة مواقع خارج خدمة الصحة القومية، وهي جمعية السمع والكلام في المملكة المتحدة (AVUK) في وسط لندن وأكسفورد، وميدان كريستوفر (Christopher Place) في لندن، ومركز السمع والكلام (Auditory Verbal Lounge) في نوتينجهام.